# Haliluşağı, Akkuş
Haliluşağı là một xã thuộc huyện Akkuş, tỉnh Ordu, Thổ Nhĩ Kỳ. Dân số thời điểm năm 2010 là 853 người.